# Zenon Jaskuła
Zenon Jaskuła (* 4. června 1962 Śrem) je bývalý polský reprezentant v silniční cyklistice. V roce 1986 vyhrál závod Settimana Ciclistica Lombarda, čtyřikrát se zúčastnil Závodu míru, nejlepším výsledkem bylo třetí místo v roce 1989. Byl členem družstva, které získalo stříbrné medaile v časovce na Letních olympijských hrách 1988 a mistrovství světa v silniční cyklistice 1989. Třikrát se stal mistrem Polska v časovce jednotlivců. Od roku 1990 jezdil profesionálně, byl devátý na Giro d'Italia 1991, třetí na Tour de France 1993, třetí na Tour de Suisse 1995, druhý na Kolem Polska 1997 a vyhrál Kolem Portugalska 1997. V roce 2000 mu byl udělen Řád znovuzrozeného Polska.